# Madonna della Carità del Letterato

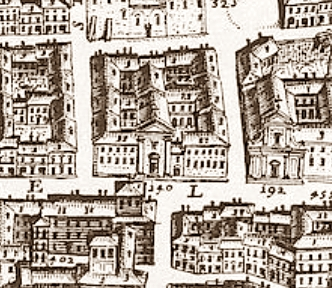
Mapa de Giovanni Battista Falda (1676).

Madonna della Carità del Letterato, também chamada de Santa Maria della Carità, era uma igreja de Roma que ficava na altura do número 173 da Via del Corso, no rione Colonna. Era dedicada a Nossa Senhora da Caridade.

## História
Esta igreja foi construída entre 1593 e 1600 e foi entregue ao Collegio del Litterato em 1601, uma organização que abrigava romanos órfãos no edifício vizinho e que havia sido fundada em 1582 por Leonardo Ceruso (1551-1595), conhecido como Il Letterato", citado pelo papa Gregório XIII (r. 1572-1585). A igreja tinha uma fachada simples com duas pilastras sustentando um frontão triangular. A igreja foi demolida em 1694 e no local foi construído o Palazzo Raggi, construído entre 1730 e 1740.